# Alex Grossi
Alex Grossi (South Windsor, 22 novembre 1976) è un chitarrista statunitense, noto per far parte dell'ultima formazione dei Quiet Riot, in sostituzione del precedente Carlos Cavazo.

## Biografia
Egli collaborò anche con altre band come Bang Tango e Beautiful Creatures, e con entrambi incise un album; in precedenza fu chitarrista dei Love/Hate.

## Discografia
- 2004 - Bang Tango - Ready to Go
- 2005 - Beautiful Creatures - Deuce
- 2014 - Quiet Riot - Quiet Riot 10
- 2017 - Quiet Riot - Road Rage

### Tribute album
- 2002 - Welcome to the Jungle: A Tribute to Guns N'Roses